# فرنر توبكه
فرنر توبكه (بالألمانية: Werner Tübke) (30 يوليو 1929 شونيبك (إلبه)، 27 مايو 2004 في لايبتسج) كان رسامًا ألمانيًّا، وكان من أشهر رسامي جمهورية ألمانيا الديمقراطية. ينسب إلى ما تسمى مدرسة لايبتسج، والتي ضمت أيضًا برنارد هايزج وولفجانج ماتهاور وهاينز تساندر. اشتهر فرنر توبكه بتصويره البانورامي الذي يصور معركة في حرب الفلاحين الألمانية والمعروض في المتحف البانورامي في باد فرانكنهاوزن.

## السيرة
كان والد فرنر توبكه تاجرًا. ذهب فرنر توبكه للمدرسة الابتدائية في شونيبك وابتداءً من 1939 التحق بمدرسة ريآلجمنازيوم. ومنذ 1940 كان يتلقى دروسًا في الرسم في ماجديبورج على يد الرسام كارل فريدريك. شهد الحرب العالمية الثانية مراهقًا، وبنهاية الحرب كان منشغلًا برسم النباتات بينما كانت القوات الأمريكية تدخل البلد. ترك احتجازه لعدة أشهر من جانب سلطات الاحتلال السوفيتية أثرًا فيه؛ إذ اعتقله السوفيت من ديسمبر 1945 إلى سبتمبر 1946 لاتهامه على غير وجه حق بتدبير محاولة قتل جندي سوفيتي.